# Inspetor da Força Aérea Alemã

Bandeira dos inspectores

Um Inspector da Força Aérea (em alemão:  Inspekteur der Luftwaffe) é o comandante da Força Aérea Alemã moderna. O inspector é responsável pela prontidão do pessoal e do material da Força Aérea Alemã, e responde directamente ao Ministro da Defesa Alemão. O actual inspector é o Tenente-general Karl Müllner, que foi nomeado em Abril de 2012.
O inspector é também o chefe do Comando da Força Aérea Alemã, com quartel-general em Gatow, Berlim. É hierarquicamente inferior ao General Inspector da Bundeswehr e faz parte do Conselho de Defesa da Alemanha. Tanto o inspector como o seu vice têm a patente de tenente-general (em alemão:  Generalleutnant), apesar de o primeiro inspector da história da força aérea moderna ter sido general.

## Lista de Inspectores da Força Aérea
- General Josef Kammhuber (1 de Junho de 1957 - 30 de Setembro de 1962)
- Tenente-general Werner Panitzki (1 de Outubro de 1962 - 25 de Agosto de 1966)
- Tenente-general Johannes Steinhoff (2 de Setembro de 1966 - 31 de Dezembro de 1970)
- Tenente-general Günther Rall (1 de Janeiro de 1971 - 31 de Março de 1974)
- Tenente-general Gerhard Limberg (1 de Abril de 1974 - 30 de Setembro de 1978)
- Tenente-general Friedrich Obleser (1 de Outubro de 1978 - 31 de Março de 1983)
- Tenente-general Eberhard Eimler (1 de Abril de 1983 - 30 de Setembro de 1987)
- Tenente-general Horst Jungkurth (1 de Outubro de 1987 - 31 de Março de 1991)
- Tenente-general Jörg Kuebart (1 de Abril de 1991 - 30 de Setembro de 1994)
- Tenente-general Bernhard Mende (1 de Outubro de 1994 - 30 de Setembro de 1997)
- Tenente-general Rolf H. Portz (1 de Outubro de 1997 - 31 de Março de 2001)
- Tenente-general Gerhard W. Back (1 de Abril de 2001 - Janeiro de 2004)
- Tenente-general Klaus Peter Stieglitz (12 de Janeiro de 2004 - 29 de Outubro de 2009)
- Tenente-general Aarne Kreuzinger-Janik (29 de Outubro de 2009 - 25 de Abril de 2012)
- Tenente-general Karl Müllner (25 de Abril de 2012 - presente)